# 江苏大丰海港控股
江苏大丰海港控股集团有限公司，簡稱江苏大丰海港控股集团，以及江苏大丰海港控股（英語：Jiangsu Dafeng Harbor Holdings Limited），是一家位于江苏省盐城市大丰区大丰港的大型国有公司。1997年，由大豐市人民政府批准設立。前身為「大丰港开发有限公司」、「大丰港开发建设有限公司」和「大丰港集團有限公司」。董事長為倪向榮。業務在中國內地經營港口物流、海洋工程、农业开发、地产置业、科技产业、海外投资、文化旅游等行業。
2015年1月30日，該公司附屬公司大豐港海外投資控股有限公司，以每股0.38港元（5.2億股），收購伽瑪物流集團股份，總代價為1.976億港元，直至2015年3月11日完成後，更名為大豐港和順科技股份有限公司。

## 外部連結
- 江苏大丰海港控股集团有限公司 （页面存档备份，存于）